# Künstlerhaus Jules Dobbelaere

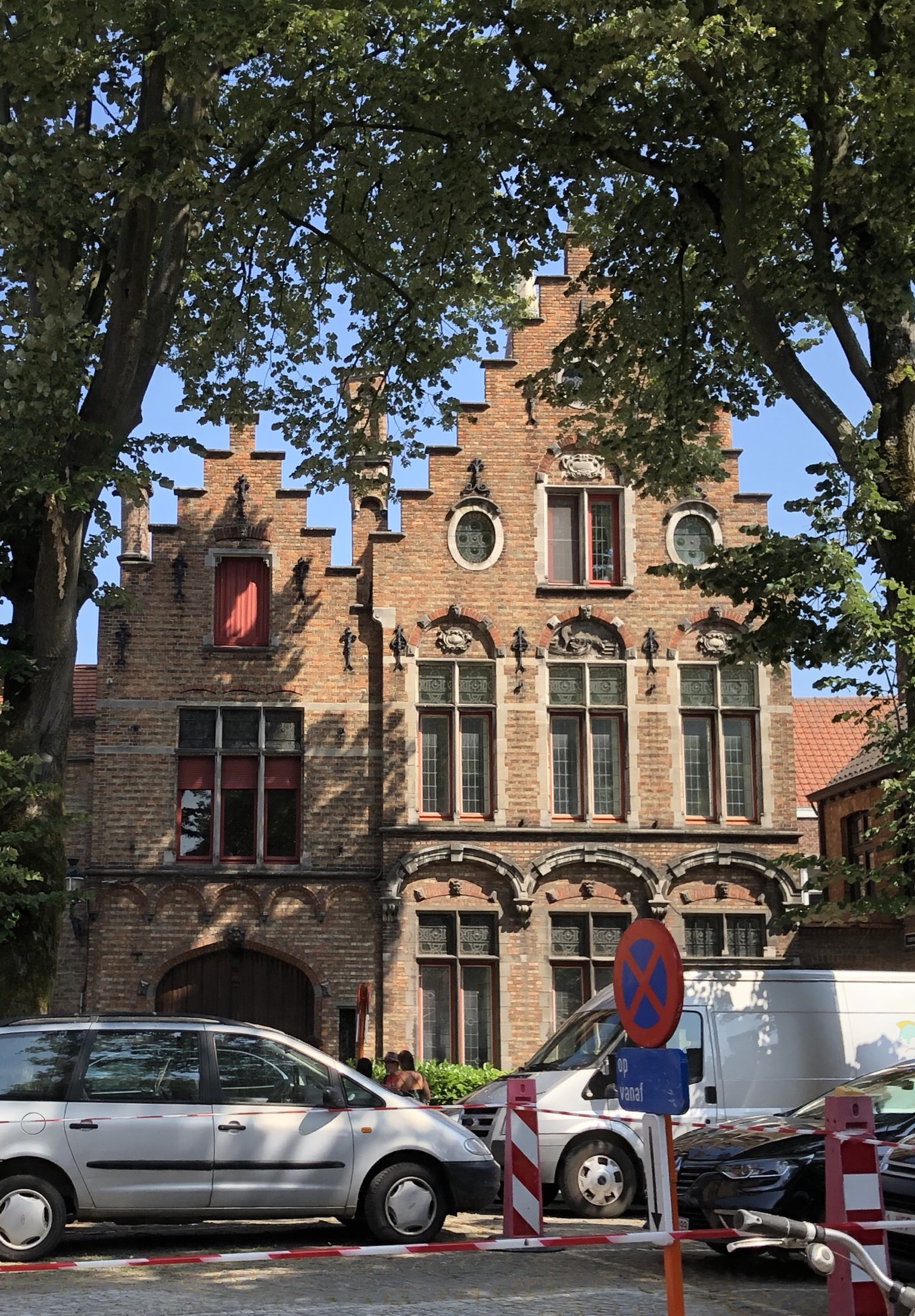
Künstlerhaus Jules Dobbelaere, 2019

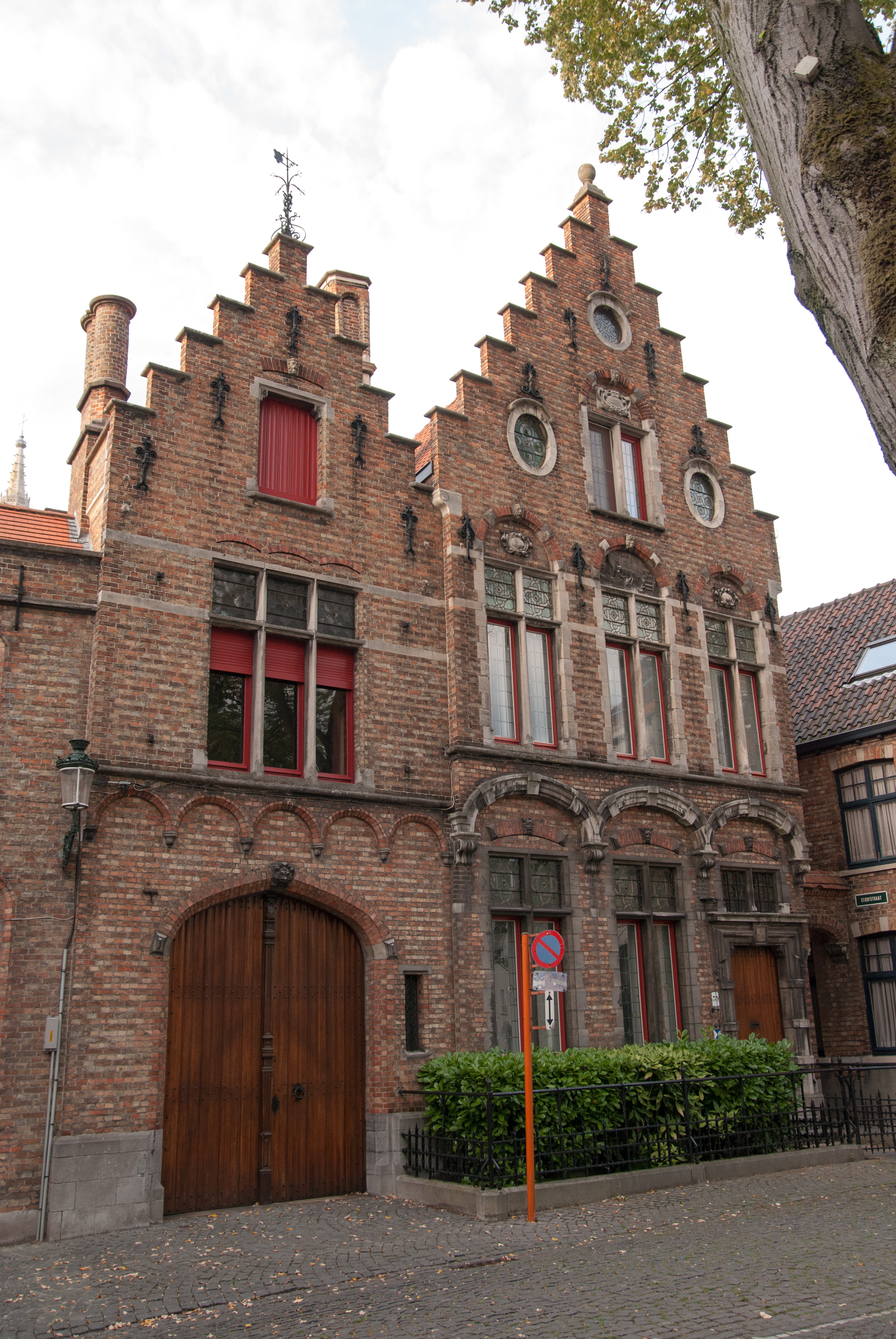
2012

Das Künstlerhaus Jules Dobbelaere ist ein denkmalgeschütztes Gebäude in Brügge in Belgien.

## Lage
Es befindet sich im südlichen Teil der Altstadt von Brügge an der Adresse Walplein 39 und bildet die nördliche Front des Platzes Walplein. Östlich des Gebäudes mündet die kleine Gasse Stoofstraat ein. Westlich grenzt das gleichfalls denkmalgeschützte Künstlerhaus Die drei Löwen an.

## Architektur und Geschichte
Das Gebäude setzt sich aus zwei zweigeschossigen Häusern zusammen, die beide giebelständig zur Straße angeordnet sind. Errichtet wurden die Häuser im Jahr 1905 nach einem Entwurf des Brügger Architekten Louis Ernest Charels im Stil des Neobarocks für den Glaskünstler Jules Dobbelaere (1859–1916). Zuvor befand sich an dieser Stelle ein älteres breites Gebäude. Das westliche Haus ist bei erheblicher Tiefe nur schmal und verfügt nur über einachsige Fassade. Der östliche Teil ist mit drei Achsen etwas breiter und auch etwas höher ausgeführt. Die Giebel sind als fünf bzw. siebenstufige Stufengiebel ausgeführt. Die Fassaden sind reich verziert, wobei als Material Steine aus Euville eingesetzt wurden. So bestehen unter anderem auf Konsolen ruhende Bogenfriese oberhalb von Fensteröffnungen. Im zentral angeordneten Bogenfeld besteht ein Flachrelief, das als Hinweis auf die Position einer Mautstelle gesehen wird. Bedeckt sind beide Häuser jeweils mit ein Satteldach mit flämischen Ziegeln.   
Im Gebäudeinneren befindliche Salons sind in Form einer Enfilade angeordnet. Es besteht ein einfacher Kamin aus Marmor. Die Böden sind mit Parkett ausgelegt. Im Gebäude befindliche Buntglasfenster wurden möglicherweise von Jules Dobbelaere geschaffen.
Das Gebäude ist seit dem 9. Juni 2004 als Denkmal ausgewiesen. Darüber hinaus wird es seit dem 14. September 2009 als architektonisches Erbe geführt.